# لارینو
لارینو (به ایتالیایی: Larino) یک کومونه در ایتالیا است که در استان کامپوباسو واقع شده‌است.

## خصوصیات
لارینو ۸۸ کیلومترمربع مساحت و ۷٬۰۸۷ نفر جمعیت دارد و ۳۴۱ متر بالاتر از سطح دریا واقع شده‌است.

## خواهرخوانده
شهر San Pellegrino Terme خواهرخواندهٔ لارینو هست.